# Lijst van orgelcomponisten
Dit artikel geeft een overzicht van orgelcomponisten per tijdvak en land.
De lijst geeft een overzicht van de componisten die voor orgel hebben gecomponeerd, wat niet impliceert dat zij het instrument ook konden bespelen (bijvoorbeeld Benjamin Britten). Van andere componisten is bekend dat zij de orgelkunst beoefenden maar er nooit voor hebben gecomponeerd.

## Middeleeuwen en componisten geboren voor 1600

### Italië
Adriano Banchieri (1568-1634) -
Jacobus Buus (ca. 1500-1565) -
Girolamo Cavazzoni (ca.1506-ca.1577) -
Girolamo Diruta (ca. midden 16e E.-ca. 1610) -
Girolamo Frescobaldi (1583-1643) -
Andrea Gabrieli (1510-1586) -
Giovanni Gabrieli (1557-1612) -
Tiburtio Massaini (voor 1550-om 1609) -
Claudio Merulo (1533-1604) -
Giovanni Pierluigi da Palestrina (1525-1594) -
Giovanni Maria Trabaci (ca. 1575-1647) -
Adriaan Willaert (ca. 1490-1562)

### Spanje en Portugal
Sebastian Aguilera de Heredia (1561-1618) -
Francisco Correa de Arauxo (ca. 1583-1654) -
Antonio de Cabezón (1510-1560) -
Antonio Carreira (ca.1520-1587) -
Manuel Rodrigues Coelho (ca. 1555-1653) -
Tomas de Santa Maria (ca. 1515-1570) -
Heliodoro de Peiva (1502-1552)

### Frankrijk
Pierre Attaingnant (1494-1552) -
Eustache du Caurroy (1549-1609) -
Charles Racquet (1598-1664) -
Jehan Titelouze (ca. 1563-1633)

### Duitsland
Hans Buchner (1483-1538) -
Hans Leo Hassler (1564-1612) -
Paul Hofhaimer (1459-1537) -
Johannes Kotter (1480-1541) -
Conrad Paumann (1410-1473) -
Michael Praetorius (1571-1621) -
Heinrich Scheidemann (ca. 1595-1663) -
Samuel Scheidt (1587-1654) -
Arnolt Schlick (ca. 1445-ca. 1525)

### Groot-Brittannië
John Bull (ca. 1562-1628) -
William Byrd (1543-1623) -
Orlando Gibbons (1583-1625) -
Thomas Tomkins (1572-1656) -
Thomas Tallis (1505-1585)

### Nederlanden
Peeter Cornet (ca. 1560-1633) -
Jan Pieterszoon Sweelinck (1562-1621) -
Hendrik Speuy (1575-1625)

## 17de en 18de eeuw (barok en hoogbarok)

### Duitsland, Oostenrijk, Denemarken
Carl Philipp Emanuel Bach (1714-1788) -
Johann Bernhard Bach (1676-1788) -
Johann Christoph Bach (1642-1703) -
Johann Michael Bach (1648-1694) -
Johann Sebastian Bach (1685-1750) -
Wilhelm Friedemann Bach (1710-1784) -
Johann Christian Barthel (1776-1831) -
Ludwig van Beethoven (1770-1827) -
Georg Böhm (1661-1733) -
Nicolaus Bruhns (1665-1697) -
Arnold Mathias Brunckhorst (1670-1725) -
Johann Heinrich Buttstett (1666-1678) -
Dietrich Buxtehude (1637-1707) -
Bohuslav Czernokorsky (1684-1742) -
Johann Ernst Eberlin (1702-1762) -
Kaspar Ferdinand Fisher (1665-1746) -
M. Fischer (1773-1829) -
Johann Jakob Froberger (1616-1667) -
Georg Friedrich Händel (1685-1759) -
Johann Nicolaus Hanff (ca. 1663-ca. 1711) -
Nicolaus Hasse (1617-1672) -
Joseph Haydn (1732-1809) -
Gottfried August Homilius (1714-1785) -
Johann Nepomuk Hummel (1778-1837) -
Georg Friedrich Kaufmann (1679-1735) -
Johann Christoph Kellner (1736-1803) -
Johann Peter Kellner (1705-1772) -
Johann Kaspar Kerll (1627-1693) -
Johann Erasmus Kindermann (1616-1655) -
Johann Philipp Kirnberger (1721-1783) -
Johann Christian Kittel (1732-1809) -
Andreas Kneller (1649-1724) -
Johann Ludwig Krebs (1713-1780) -
Johann Krieger (1651-1735) -
Johann Philipp Krieger (1649-1725) -
Johann Kuhnau (1660-1722) -
Georg Dietrich Leyding (1664-1710) -
Vincent Lübeck (1654-1740) -
Wolfgang Amadeus Mozart (1756-1791) -
Georg Muffat (1653-1704) -
Johann Pachelbel (1653-1706) -
Ernst Pepping (1901-1981) -
Johann Adam Reincken (1623-1722) -
Johann Ernst Rembt (1749-1810) -
Johann Christian Heinrich Rinck (1770-1846) -
Christian Ritter (1650-1725) -
Friedrich Schneider (1786-1853) -
Gottfried Heinrich Stölzel (1690-1749) -
Delphin Strungk (1611-1694) -
Georg Philipp Telemann (1681-1767) -
Franz Tunder (1614-1667) -
G. Umbreit (1763-1829) - 
Johann Gottfried Walther (1684-1748) -
Mathias Weckmann ( 1619-1674) -
Friedrich Zachau (1663-1712)

### Brazilië
Luís Álvares Pinto (1719-1789) -
José Joaquim Emeríco Lobo de Mesquita (1746-1805)

### Spanje, Portugal
Pablo Bruna (1611-1697) -
Juan Cabanilles Barberá (1644-1712) -
Carlos de Seixas (1704-1742) -
Padre Antonio Soler (1729-1783)

### Italië
Azzolino Bernardino della Caija (1671-1755) -
Giuseppe Maria Gioacchino Cambini (1746-1825) -
Giovanni Battista Fasolo (ca. 1600-ca. 1659) -
Andrea Luchesi (1741-1801) -
Giovanni Battista Martini (1706-1784) -
Bernardo Pasquini (1637-1710) -
Giovanni Salvatore (begin 17e E-ca. 1688) -
Giuseppe Sammartini (1695-1750) -
Domenico Scarlatti (1685-1757) -
Filippo Maria Gherardeschi (1738-1808) -      
Nicola Antonio Zingarelli (1752-1837) -
Domenico Zipoli (1688-1726)

### Frankrijk
Jean Henry d'Anglebert (1635-1691) -
Claude Bénigne Balbastre (1727-1799) -
Jean-Jacques Beauvarlet -
Marc-Antoine Charpentier  (1734-1794) -
Jacques Boyvin (1653-1706) -
Antoine Calvière (1695-1755) -
Louis Nicolas Clérambault (1676-1749) -
Gaspard Corette (1671-1733) -
Michel Corette (1709-1795) -
François Couperin (1668-1733) -
Louis Couperin (1626-1661) - 
François Dagincour (1684-1758) -
Jean François Dandrieu (1682-1738) -
Louis-Claude d'Aquin (1694-1772) -
Louis Antoine Dornel (1680-1756) -
Pierre Du Mage (1674-1751) -
Jean Nicolas Geoffroy (1633-1694) -
Nicolas Gigault (1627-1707) -
Nicolas de Grigny (1672-1703) -
Jean Adam Guillain (2e helft 17e E- 1e helft 18e E) -
Gilles Julien (ca. 1650-1703) -
Mathieu Lanes (1660-1725) -
Guillaume Lasceux (1740-1831) -
Nicolas Lebègue (1631-1702) -
Henri Letocart (1866-1945) -
Louis Marchand (1669-1732) -
Guillaume Nivers (1632-1714) -
Charles Piroye (ca. 1668-ca. 1730) -
André Raison (ca. 1650-1719) -
François Roberday (1624-1680) -
Nicolas Séjan (1745-1819)

### Groot-Brittannië
Thomas Arne (1710-1778) -
John Blow (1649-1708) -
William Boyce (1711-1779) -
Matthew Locke (1621-1677)
Henry Purcell (1659-1695) -
John Stanley (1712-1786)

### Nederlanden
Lambert Chaumont (1645-1712) -
Mathias Van Den Gheyn (1721-1785) -
Abraham Van Den Kerckhoven (ca. 1618-1701) -
Anthonie van Noordt (1620-1675)
Quirinus van Blankenburg (1654-1739)

### Tsjechië
František Xaver Brixi (1732-1771) -
Bohuslav Matěj Černohorský (1684-1742) -
Karel Blažej Kopřiva (1756-1785) -
Leopold Antonín Koželuh (1747-1818) -
Jan Křtitel Josef Kuchař (1751-1829) -
Jiří Ignác Linek (1725-1791) -
Jakub Jan Ryba (1765-1815) -
Josef Ferdinand Norbert Seger (1716-1782) -
Josef Dominik Škroup (1766-1830) -
František Ignác Antonín Tůma (1704-1774) -
Jan Křtitel Vaňhal (1739-1813)

## Componisten geboren tussen 1800 en 1899

### België
Jean Absil (1893-1974) -
August de Boeck (1865-1937) -
Joseph Callaerts (1838-1901) -
Paul Gilson (1865-1942) -
Joseph Jongen (1873-1953) -
Jacques-Nicolas Lemmens (1823-1881) -
Clément Loret (1833-1909) -
Martin Lunssens (1871-1944) -
Armand Marsick (1877-1959) -
Arthur Meulemans (1884-1966) -
Léon Moeremans (1861-1937) -
Renaat Mores (1899-1997) -
Raymond Moulaert (1875-1964) -
Alphonse Mailly (1833-1918) -
André Souris (1899-1970) -
Jules Strens (1893-1971) -
Pierre Thielemans (1825-1898) -
Jozef Tilborghs (1830-1910) -
Edgar Tinel (1845-1912) - 
Cyriel Van den Abeele (1875-1946)

### Brazilië
Alberto Nepomuceno (1864-1920)

### Denemarken
Asger Hamerik (1843-1923) - 
Carl Nielsen (1865-1931)

### Duitsland, Oostenrijk
Johannes Brahms (1833-1897) -
Anton Bruckner (1824-1896) -
Karl August Fischer (1829-1892) -
Imannuel Gottlob Faist (1823-1894) -
Gustav Geierhaas (1888-1976) -
Hermann Grabner (1886-1969) -
Adolf Friedrich Hesse (1808-1863) -
Salomon Jadassohn (1831-1902) -
H. Kaminski (1886-1946) -
Sigfrid Karg-Elert (1877-1933) -
Markus Koch (1879-1948) -
Edmund Kretschmer (1830-1908) -
Franz Lachner (1803-1890) -
Franz Liszt (1811-1886) -
Joseph Marx (1882-1964) -
Felix Mendelssohn Bartholdy (1809-1847) -
Gustav Adolf Merkel (1827-1885) -
Moritz Moszkowski (1854-1925) -
Paul Amadeus Pisk (1893-1990) -
Max Reger (1873-1916) -
Friedrich August Reißiger (1809-1883) -
Julius Reubke (1834-1858) -
Fritz Reuter (1896-1963) -
Joseph Rheinberger (1839-1901) -
August Gottfried Ritter (1811-1885) -
Franz Schmidt (1874-1939) -
Arnold Schönberg (1874-1951) -
Robert Schumann (1810-1856) -
Richard Strauss (1864-1949)

### Estland
Artur Kapp (1878-1952)

### Frankrijk
Charles-Valentin Alkan (1813-1888) -
Augustin Barié (1883-1915) -
François Benoist (1794-1878) -
Hector Berlioz (1803-1869) -
Léon Boëllmann (1862-1897) -
Alexandre Pierre François Boëlly (1785-1858) -
Ermend Bonnal (1880-1944) -
Joseph Bonnet (1884-1944) -
Henri Büsser (1872-1973) -
Cécile Chaminade (1857-1944) -
Ernest Chausson (1855-1899) -
Alexis Chauvet (1837-1871) -
Edouard Comette (1883-1967) -
Henri Dallier (1849-1934) -
Abel Decaux (1869-1934) -
Jean Luois Félicien Danjou (1812-?) -
Théodore Dubois (1837-1924) -
Marcel Dupré (1886-1971) -
Paul Fauchet (1881-1937) -
August Fauchard (1881-1957) -
César Franck (1822-1890) -  
Dynam-Victor Fumet (1867-1949) -
Eugène Gigout (1844-1925) -
Charles Gounod (1818-1893) -
Alexandre Guilmant (1837-1911) -
Jean Huré (1877-1930) -
Jacques Ibert (1890-1962) -
Vincent d'Indy (1851-1931) -
Charles Koechlin (1867-1950) -
Paul Lacôme (1838-1920) -
Paul Ladmirault (1877-1944) -
Louis James Alfred Lefébure-Wély (1817-1869) -
Charles Édouard Lefèbvre (1843-1917) -
Paul Le Flem (1881-1984) -
Jean Baptiste Maillochaud (1840-1928) -
Adolphe Marty (1865-1942) -
Georges Migot (1891-1976) -
Albert Périlhou (1846-1936) -
Gabriel Pierné (1863-1937) -
Jean-René Quignard (1887-1978) -
Joseph Guy Ropartz (1864-1955) -
Albert Roussel (1869-1937) -
S. Rousseau (1853-1904) -
Léonce de Saint-Martin (1886-1954) -
Camille Saint-Saëns (1835-1921) -
Erik Satie (1866-1925) -
Déodat de Séverac (1873-1921) -
Germaine Tailleferre (1892-1983) -
Alexandre Tansman (1897-1986) -
Fernand de La Tombelle (1854-1928) -
Charles Tournemire (1870-1939) -
Louis Vierne (1870-1937) -
René Vierne (1878-1918) -
Charles-Marie Widor (1844-1937)

### Groot-Brittannië
Thomas Adams (1785-1858) - 
Edward C. Bairstow (1874-1964) -
Edmund Thomas Chipp (1823-1886) -
Edward Elgar (1857-1934) -
Alfred Hollins (1865-1942) -
Herbert Howells (1892-1983) -
John Ireland (1879-1962) -
Albert Ketèlbey (1875-1959) -
Edwin Lemare (1865-1934) -
William Lovelock (1899-1986) -
Hubert Parry (1848-1919) -
Cyril Bradley Rootham (1875-1938) -
Henry Smart (1813-1879) -
Ethel Mary Smyth (1858-1944) -
David Stephen (1869-1946) -
Ralph Vaughan Williams (1872-1958) -
Samuel Wesley (1766-1837) -
Percy Withlock -
Haydn Wood (1882-1959)

### Hongarije
Zoltán Kodály (1882-1967)

### Israël
Paul Ben-Haim (1897-1984)

### Italië
Placido Abela (1814-1876) -
Marco Enrico Bossi (1861-1925) -
Giuseppe Mariani (1898-1982) -
Francesco Paolo Neglia (1874-1932) -
Giuseppe Piantoni (1890-1950) -
Giacomo Puccini (1858-1924) -
Ottorino Respighi (1879-1936)

### Nederland
Hendrik Andriessen (1892-1981) - 
Johannes Gijsbertus Bastiaans (1812-1875) - 
Sem Dresden (1881-1957) -
Richard Hol (1825-1904) -
Cor Kint 1890-1944 - 
Samuel de Lange jr. (1840-1911) - 
Johannes Wagenaar (1862-1941) - 
Cornelis de Wolf (1880 - 1935) - 
Jan Zwart (1877-1937)

### Noorwegen
Oscar Borg (1851-1930) - 
Christian August Sinding (1856-1941)

### Polen
Jan Maklakiewicz (1899-1954) -
Feliks Nowowiejski (1877-1946) -
Alexandre Tansman (1897-1986)

### Rusland
Aleksandr Glazoenov (1865-1936) - 
Sergej Tanejev (1856-1915) - 
Alexander Nikolajewitsj Tsjerepnin (1899-1977)

### Spanje
Jesús Guridi Bidaola (1886-1961) -
Joaquin Larregla y Urbieta (1865-1945) -
Manuel Palau Boix (1893-1967) -
Joaquín Turina Pérez (1882-1949)

### Tsjechië
Leoš Janáček (1854-1928) - 
Josef Klička I (1855-1937) - 
Bedřich Smetana (1824-1884) - 
Bedřich Antonín Wiedermann (1883-1951)

### Verenigde Staten
Emma Louise Ashford (1850-1930) -
Charles Ives (1874-1954) -
Walter Lewis (1866) (1866-????) -
Carl Mader (1885-1952) -
Earl V. Moore (1890-1987) -
Walter Piston (1894-1976) -
Floyd J. Saint Clair (1871-1942) -
Albert D. Schmutz (1887-????) -
Charles Sanford Skilton (1868-1941) -
William Grant Still (1895-1978)

### Zwitserland
Otto Barblan (1860-1943) - 
Frank Martin (1890-1974) -
René Matthes (1897-1967)

### Zweden
Kurt Atterberg (1887-1974) -
Edvin Kallstenius (1881-1967) -
Ture Rangström (1884-1947) -
Hilding Rosenberg (1892-1985) -
Yngve Sköld (1899-1992)

## Componisten geboren na 1900

### Argentinië
Alberto Ginastera (1916-1983)

### Armenië
Loris Ohannes Chobanian (1933)

### Australië
Brenton Broadstock (1952) -
Christopher Marshall (1956) -
David Sydney Morgan (1932) -
Peter Sculthorpe (1929) -
Malcolm Williamson (1931-2003)

### Brazilië
João Guilherme Ripper (1959)

### België
Pierre ridder Bartholomée (1937) -
René Bernier (1905-1984) -
Dirk  Blockeel (1955) -
Peter Cabus (1923-2000) -
Roland Coryn (1938) -
Chris Dubois (1934) -
Ernest van der Eyken (1913-2010) -
Jacqueline barones Fontyn (1930) -
Pierre Froidebisse (1914-1962) -
François Glorieux (1932) -
Robert Groslot (1951) -
Jan Hadermann (1952) -
Kamiel Van Hulse (1897-1988) -
Kristiaan van Ingelgem (1944) -
Willem Kersters (1929-1998) -
Jean Lambrechts (1936) -
André Laporte (1931) -
Jacques Leduc (1932-2016) -
Victor Legley (1915-1994) -
Jos Lerinckx (1920-2000) -
Edward Loos (1906-1968) -
Jef Maes (1905-1996) -
Vic Nees (1936-2013) -
Frederik Neyrinck (1985) -
Flor Peeters (1903-1986) -
Armand Preud'homme (1904-1986) -
Camille Schmit (1908-1976) -
Werner Van Cleemput (1930-2006) -
Jan Van Landeghem (1954) -
René Vanstreels (1925-2010) -
Carl Verbraeken (1950) -
Josée Vigneron-Ramackers (1914-2002) -
Bald Wyntin (1966)

### Bulgarije
André Boucourechliev (1925-1997) -
Boris Kremenliev (1911-1988)

### Canada
Gary Kulesha (1954) -
Robert Lemay (1960) -
François Morel (1926) -
Monte Keen Pishny-Floyd (1941) -
Elisabeth Raum (1945) -
Nancy Telfer (1950) -
John Jacob Weinzweig (1913-2006)

### Chili
Juan Allende-Blin (1928) -
Juan Orrego-Salas (1919)

### Denemarken
Leif Kayser (1919-2001) -
Gudrun Lund (1930-2020) -
Per Nørgård (1932) -
Frederik Magle (1977)

### Duitsland
Johann Nepomuk David (1895-1977) -
Hugo Distler (1908-1942) -
Josef Friedrich Doppelbauer (1918-1989) -
Harald Genzmer (1909-2007) -
Anton Heiller (1923-1979) -
Hans Werner Henze (1926-2012) -
Paul Hindemith (1885-1963) -
Mauricio Kagel (1931) -
Peter Kiesewetter (1945-2012) -
Peter Jona Korn (1922-1998) -
Ernst Křenek (1900-1991) -
Ernst Kutzer (1918-2008) -
Friedrich Leinert (1908-1975) -
Dietrich Lohff (1941) -
Tilo Medek (1940-2006) -
Hans Friedrich Micheelsen (1902) - 
Philipp Mohler (1908-1982) -
Gerbert Mutter (1922-1989) -
Ernst Pepping (1901-1979) -
Günther Raphael (1903-1960) -
Siegfried Reda (1916-1968) -
Axel Ruoff (1957) -
Maria Scharwieß (1942) -
Hans Ludwig Schilling (1927) -
Hermann Schroeder (1904) - 
Andreas Willscher (1955) -
Frank Zabel (1968)

### Filipijnen
Lucrecia Kasilag (1918-2008)

### Finland
Harri Wessman (1949)

### Frankrijk
Jehan Alain (1911-1940) -
Olivier Alain (1918-1994) -
Gilbert Amy (1936) -
Claude Ballif (1924-2004) -
Jacques Charpentier (1933) -
Charles Chaynes (1925-2016) - 
Pierre Cochereau (1924-1984) - 
Daniel-Lesur (1908-2002) -
Xavier Darasse (1934-1992) -
Jeanne Demessieux (1921-1968) -
Maurice Duruflé (1902-1986) -
André Fleury (1903-1995) -
Jean-Louis Florentz (1947-2004) -
Jean-Jacques Grunenwald (1911-1982) -
Jean-Pierre Guézec (1934-1971) -
Jean Guillou (1930) -
Jean Claude Henry (1934) -
Betsy Jolas (1926) -
André Jolivet (1905-1974) -
Marcel Landowski (1915-1999) -
Jean Langlais (1907-1991) -
Noël Lee (1924-2013) -
Jean-Pierre Leguay (°1939) -
Jacques Lenot (1945) -
Gaston Litaize (1909-1991) -
Alain Louvier (1945) -
Guy-Claude Luypaerts (1949) -
André Marchal (1894-1980) -
Olivier Messiaen (1908-1992) -
Georges Migot (1891-1976) -
Darius Milhaud (1892-1974) -
Pierre Pincemaille (1956-2018) -
Jean-Pierre Pommier (1951) -
Robert Planel (1908-1994) -
Patrice Sciortino (1922) -
Antoine Tisné (1932-1998)

### Griekenland
Iannis Xenakis (1922-2001)

### Verenigd Koninkrijk
David Bedford (1937) -
Lennox Berkeley (1903-1989) -
Derek Bourgeois (1941) -
Gavin Bryars (1943) -
Brian Ferneyhough (1943) -
Martin How (1931-2022) -
Bryan Kelly (1934) -
Richard Lambert (1951) -
Philip Lane (1950) -
Elisabeth Lutyens (1906-1983) -
James MacMillan (1959) -
William James Mathias (1934-1992) -
John McCabe (1939) -
Anthony Milner (1925-2002) -
Michael John Norris (1943) -
Paul Patterson (1947) -
John Pickard (1963) -
Geoffery Poole (1949) -
Edmund Rubbra (1901-1986) -
Michael Spencer (1975) -
Bernard Stevens (1916-1983) -
Ronald Stevenson (1928) -
Clive Strutt (1942) -
William Sweeney (1950) -
Ernest Tomlinson (1924-2015) -
Cedric Thorpe Davie (1913-1983) -	
J. Simon van der Walt (1961) -
Judith Weir (1954) -
Philip Wilby (1949) -
Margaret Lucy Wilkins (1939) -
Thomas Wilson (1927-2001) -
Gareth Wood (1950)

### Hongarije
Frigyes Hidas (1928) -
György Ligeti (1923-2006) -
Kamilló Lendvay (1928) -
Miklós Maros (1943) -
Iván Patachich (1922-1993) -
László Sáry (1940) -
Zsigmond Szathmary (1939) -
Erzsébet Szőnyi (1924)

### Japan
Shin’ichirō Ikebe (1943) - 
Masami Kimura (1953) - 
Michio Kitazume (1948) - 
Jo Kondo (1947) - 
Yoriaki Matsudaira (1931) - 
Isao Matsushita (1951) - 
Shinichi Matsushita (1922-1990) - 
Minoru Miki (1930-2011) - 
Toru Nakamura (1946) - 
Masakazu Natsuda (1968) - 
Shoko Natsuda (1916-2014) - 
Tokuhide Niimi (1947) - 
Akira Nishimura (1953) - 
Ichiro Nodaira (1953) - 
Atsutada Otaka (1944) - 
Minao Shibata (1916-1996) - 
Makoto Shinohara (1931) - 
Shigeru Kan-no (1959) - 
Junnosuke Yamamoto (1958)

### Ierland
Gerard Victory (1921-1995) -
Kevin Volans (1949) -
Ian Wilson (1964)

### IJsland
Áskell Másson (1953)

### Israël
Shulamit Ran (1949) - 
Josef Tal (1910-2008)

### Italië
Luciano Berio (1925-2003) -
Angelo Pio Leonardi (1960) -
Eleuterio Lovreglio (1900-1972) -
Daniele Maffeis (1901-1966) -
Albert Mayr (1942) -
Giacinto Scelsi (1905-1988) -
Gottfried Veit (1943)

### Luxemburg
Pierre Nimax (1961) -
Roland Wiltgen (1957)

### Nederland
Henk Alkema (1944) -
Feike Asma (1912-1984) - 
Kees van Baaren (1906-1970) - Henco de Berg (1967) -
Jan Julius van den Berg (1929-2020) -
Jo van den Booren (1935) -
Arjan Breukhoven (1962) -
Marc van Delft  (1958-) -
Henk Dubbink (1963) -
Kees van Eersel (1944) -
Piet van Egmond (1912-1982) - 
Véronique van den Engh (1962)
Marius Flothuis (1914-2001) -
Jan Hage (1964) -
Harm Hoeve (1964) -
Kees van Houten (1940) -
Evert van de Kamp (1945) - 
Cor Kee (1900-1997) -
Piet Kee (1927-2018) -
Arie J. Keijzer (1932) -
Otto Ketting (1935-2012) -
Albert de Klerk (1917-1998) -
Jan Koetsier (1911-2006) -
Rudolf Koumans (1929-2017) -
Adriaan Kousemaker (1909-1984) -
Hans Kox (1930) -
Jaap Kroonenburg -
Cor van Leeuwen (1959) -
Jacob Lekkerkerker (1975)-
Johann Th. Lemckert (1940) -
Wim D. van Ligtenberg (1934) -
Jurjan Lipke (1982) - 
Daan Manneke (1939) -
Martin Mans (1965) -
Sander van Marion (1938) -
Jan Masséus (1913-1999) -
Frits Mehrtens (1922-1975) - 
Herman Meima (1905-1999) -
Philemon Mukarno (1968) -
Klaas Jan Mulder (1930-2008) -
Jelle Nauta (1903-1975) -
Gert Oost (1942-2009) -
Henk Pijlman (1908-1989) -
Maurice Pirenne (1928-2008) -
Enrique Raxach (1932) -
Dick Sanderman (1956) - 
Kees Schoonenbeek (1947) -
Ad van Sleuwen (1950) -
Herman Strategier (1912-1988) -
George Stam (1905-1995) -
Joep Straesser (1934-2004) -
Erwin Strikker (1961) -
Gerrit Stulp (1935) -
Louis Toebosch (1916-2009) -
Marco den Toom (1978) -
Willem van Twillert (1952) -
Jan van Westenbrugge (1948) -
Flip Veldmans (1949-2018) -
Willem Vogel (1920-2010) -
Fred Vonk (1954) -
Piet Wiersma (1946-2003) -
Everhard Zwart (1958)

### Nieuw-Zeeland
Kit Powell (1937)

### Noorwegen
Egil Hovland (1924-2013) -
Helge Hurum (1934) -
Ivar Lunde jr. (1944) -
Trygve Madsen (1940) -
Ludvig Nielsen (1906-2001) -
Knut Nystedt (1915-2014) -
Olav Anton Thommessen (1946)

### Oostenrijk
Franz Richter Herf (1920-1989) -
Richard Kittler (1923-2009) -
Paul Kont (1920-2000) -
Augustin Kubizek (1918-2009) -
Wolfgang R. Kubizek (1959-2008) -
Roderich Mojsisovics - Edler von Mojsvár (1877-1953) -
Werner Pirchner (1940-2001) -
Walter Skolaude (1910-1989) -
Robert Starer (1924-2001) -
Konrad Stekl (1901-1979) -
Otto Strobl (1927) -
Jenő Takács (1902-2005)

### Polen
Henryk Górecki (1933) -
Tadeusz Paciorkiewicz (1916-1998)

### Puerto Rico
William Ortiz-Alvarado (1947)

### Roemenië
Michael Radulescu (1934) -
Iannis Xenakis (1922-2001)

### Rusland
Sofia Goebaidoelina (1931) -
Georgi Ivanovitsj Salnikov (1923-2015)

### Slovenië
Primož Ramovš (1921-1999)

### Slowakije
Petr Kolman (1937) -
Ladislav Kupkovič (1936)

### Spanje
José María Cervera Lloret (1910-2002) -
Christobal Halffter (1930) -
Luis de Pablo (1930) -
Miguel Pérez Díaz (1976) -
Juan Pérez Ribes (1931) -
Elena Romero Barbosa (1923-1996) -
Francisco José Valero-Castells (1970)

### Taiwan (Republiek China)
Shing-Kwei Tzeng (1946)

### Tsjechië
Petr Eben (1929) - 
Luboš Fišer (1935-1999) - 
Jan Hanuš (1915-2004) - 
Stanislav Jelínek (1945) - 
Jiří Laburda (1931) - 
Ivana Loudová (1941) - 
Zdeněk Lukáš (1928) - 
Otmar Mácha (1922-2006) - 
Jiří Pauer (1919-2007) - 
Karel Reiner (1910-1979) - 
Tomás Svoboda (1939) -  
František Xaver Thuri (1939) - 
Václav Trojan (1907-1983)

### Verenigde Staten
Leslie Adams (1932) -
Samuel Adler (1928) -
William Albright (1944) -
Leonardo Balada (1933) -
Samuel Barber (1910-1981) -
Loris Ohannes Chobanian (1933) -
Michael Daugherty (1954) -
Emma Lou Diemer (1927) -
Karel Husa (1921) -
Joseph Willcox Jenkins (1928) -
Theron Kirk (1919-1999) -
John Klein (1915-1981) -
Charles Knox (1929) -
Karl Kohn (1926) -
Ellis Kohs (1916-2000) -
Gregory Kosteck (1937-1991) -
Boris Koutzen (1901-1966) -
Leo Kraft (1922-2014) -
Boris Kremenliev (1911-1988) -
Karl Kroeger (1932) -
Gail Kubik (1914-1984) -
David Lang (1957) -
William P. Latham (1917-2004) -
Noël Lee (1924-2013) -
Robert Linn (1925-1999) -
Dan Locklair (1949) - 
Normand Lockwood (1906-2002) -
Hilmar Luckhardt (1913-1984) -
Wilson Drake Mabry (1950) -
Gilbert Martin -
Charles Mason (1955) -
David Maves (1937) -
W. Francis McBeth (1933) -
Daniel McCarthy (1955) -
Frank McCarty (1941) -
Catherine McMichael (1954) -
Cindy McTee (1953) -
Scott Meister (1950) -
Robert Moevs (1920-2007) -
Maurice E. Monhardt (1929) -
Walter Mourant (1910-1995) -
Theldon Myers (1927) -
Gary Powell Nash (1964) -
Václav Nelhýbel (1919-1996) -
Jonathan Newman (1972) -
James Niblock (1917) -
David Noon (1946) -
Wayne Oquin (1977) -
Eurydice V. Osterman (1950) -
Joseph Henry Ott (1929-1990) -
Daniel Perlongo (1942) -
Zenobia Powell Perry (1908-2004) -
Vincent Persichetti (1915-1987) -
Burrill Phillips (1907-1988) -
Daniel Pinkham (1923-2006) -
William Henry Presser (1916-2004) -
Howard L. Quilling (1935) -
David Rakowski (1958) -
Gardner Read (1913-2005) -
Thomas L. Read (1938) -
Paul Reale (1943) -
Phillip Rhodes (1940) -
Marga Richter (1926) -
Robert Xavier Rodríguez (1946) -
Ned Rorem (1923) -
Steve Rouse (1953) -
Tadd W. Russo (1976) -
Patrick Peter Sacco (1928-2000) -
Richard Saint Clair (1946) -
David P. Sartor (1956) -
Peter Schickele (1935) -
Irving Schlein (1905-1986) -
Alexander Schreiner (1901-1987) -
Gunther Schuller (1925-2015) -
William Schuman (1910-1992) -
Joseph Schwantner (1943) -
Elliott Schwartz (1936) -
James Sclater (1943) -
Michael Seyfrit (1947-1994) -
Charles Shackford (1918-1979) -
Gregory Short (1938-1999) -
Marilyn Shrude (1946) -
Frederick Shulze (1935) -
Hampson Sisler (1932) -
Walter Skolnik (1934) -
Charles W. Smith (1936) -
Julia Frances Smith (1911-1989) -
Randall Snyder (1944) -
Leo Sowerby (1895-1968) -
Robert Starer (1924-2001) -
Leon Stein (1910-2002) -
Frank Stemper (1951) -
Robert Stern (1934) -
Halsey Stevens (1908-1989) -
Robert Stewart (1918-1995) -
Tomás Svoboda (1939) -
Gloria Wilson Swisher (1935) -
William Sydeman (1928) -
Paul Tanner (1917-2013) -
Francis Thorne (1922) -
Frederick Tillis (1930) -
Richard Toensing (1940) -
Joan Tower (1938) -
Paul Harris Turok (1929) -
Joseph Turrin (1947) -
John Weedon Verrall (1908-2001) -
Zachary Wadsworth (1983) -
Douglas E. Wagner (1952) -
Kevin Walczyk (1964) -
Gwyneth Van Anden Walker (1947) -
Robert Ward (1917-2013) -
Paul W. Whear (1925) -
Brian Scott Wilson (1962) -
Michael Wittgraf (1962) -
Charles Wuorinen (1938) -
Gordon Young (1919-1998) -
Gregory Youtz (1956) -
Judith Lang Zaimont (1945) -
Luigi Zaninelli (1932) -
Marilyn J. Ziffrin (1926) -
Mischa Zupko (1971) -
Ramon Zupko (1932) -
Ellen Taaffe Zwilich (1939)

### Zuid-Afrika
Paul Loeb van Zuilenburg sr. (1926) - 
Kevin Volans (1949)

### Zuid-Korea
Kim Chung Gil (1934-2012) - 
Young-Jo Lee (1943) - 
Isang Yun (1917-1995)

### Zweden
Sven-Erik Bäck (1919-1994) -
Bengt Hambraeus (1928) -
Erland von Koch (1910-2009) -
Lars-Erik Larsson (1908-1986) -
Bengt Lundin (1945) -
Miklós Maros (1943) -
Arne Mellnäs (1933-2002) -
Jan W. Morthenson (1940) -
Siegfried Naumann (1919-2001) -
Torsten Nilsson (1920-1999) -
Folke Rabe (1935) -
Stellan Sagvik (1952) -
Sven-David Sandström (1942) -
Gunnar Valkare (1943)

### Zwitserland
Jean Daetwyler (1907-1994) -
Paul Huber (1918-2001) -
Frank Martin (1890-1974) -
Boris Mersson (1921-2013) -
Mani Planzer (1939-1997) -
Lionel Rogg (1936) -
Carl Rütti (1949) -
Bernard Schulé (1909-1996) -
Robert Suter (1919-2008) -
Fritz Voegelin (1943) 